# Apseudes espinosus
Apseudes espinosus är en kräftdjursart som beskrevs av Moore 1901. Apseudes espinosus ingår i släktet Apseudes och familjen Apseudidae. Inga underarter finns listade i Catalogue of Life.